# Clubiona auberginosa
Clubiona auberginosa là một loài nhện trong họ Clubionidae.
Loài này thuộc chi Clubiona. Clubiona auberginosa được miêu tả năm 1997 bởi Zhang et al..